# Astroneer
Astroneer è un videogioco di tipo sandbox sviluppato da System Era Softworks. La prima versione alfa (early-access) giocabile è stata pubblicata il 16 dicembre 2016. La versione 1.0  è uscita il 6 febbraio 2019.
Il gioco presenta una trama poco duratura e, dopo di essa, si possono esplorare altri 6 pianeti.

## Modalità di gioco

Avvio di una nuova partita. Al giocatore vengono forniti un habitat e una piattaforma di atterraggio

Astroneer prevede una visuale in terza persona di un astronauta, controllato dal giocatore. Il gioco è ambientato su sette pianeti di un ipotetico sistema solare alieno, ognuno dei quali possiede differenti caratteristiche e ambienti. L'ambiente viene creato in maniera procedurale, cioè viene generato casualmente all'avvio di ogni nuova partita.
I pianeti sono:
Sylva, pianeta mite e fertile; Desolo, Luna di Sylva; Calidor, Pianeta desertico; Vesania, Pianeta esotico; Novus, Luna di Vesania; Glacio, Pianeta Ghiacciato e Atrox, Pianeta Irradiato e ostile.
Fin da subito è necessario ricercare vari materiali o risorse, da utilizzare per costruire veicoli, strumenti e moduli di vario genere. Inoltre è necessario trovare oggetti specifici (come i moduli di ricerca) per ottenere in cambio byte, indispensabili allo scopo di sbloccare la possibilità di costruire nuovi elementi e macchine.
I pianeti possono essere completamente terraformati dal giocatore utilizzando lo strumento terreno, uno strumento apposito fornito fin dall'inizio del gioco, in grado di scavare, aggiungere e livellare il terreno, necessario anche per minare le risorse sparse sul terreno e nelle grotte sotto di esso. In modalità creativa lo strumento terreno dispone di altre due funzioni: prendi colore, che prende il colore del terreno su cui si trova il cursore, e pittura, che cambia il colore del terreno senza deformarlo. Inoltre, sempre in modalità creativa, premendo R sulla tastiera si accederà ad un menù dove si potrà scegliere la dimensione di scavo, la velocità, la "gamma" (ossia quanto lontano lo strumento terreno può modificare il suolo), e il colore di una palette preimpostata o di tutti i colori disponibili sul pianeta dove si trova il giocatore.
Le risorse disponibili si suddividono in quattro gruppi: grezze, raffinate, gassose e composte.

## Sviluppo
Astroneer è stato sviluppato da System Era Softworks utilizzando Unreal Engine 4 come motore grafico. Lo stile del videogioco, basato su mondi colorati senza utilizzo di texture, è stato creato dall'artista John Liberto.

## Pubblicazione
Una versione alfa di Astroneer era disponibile dal 16 dicembre 2016, fino al 6 febbraio, quando uscì la versione 1.0.